# Crime de lèse-majesté (Thaïlande)

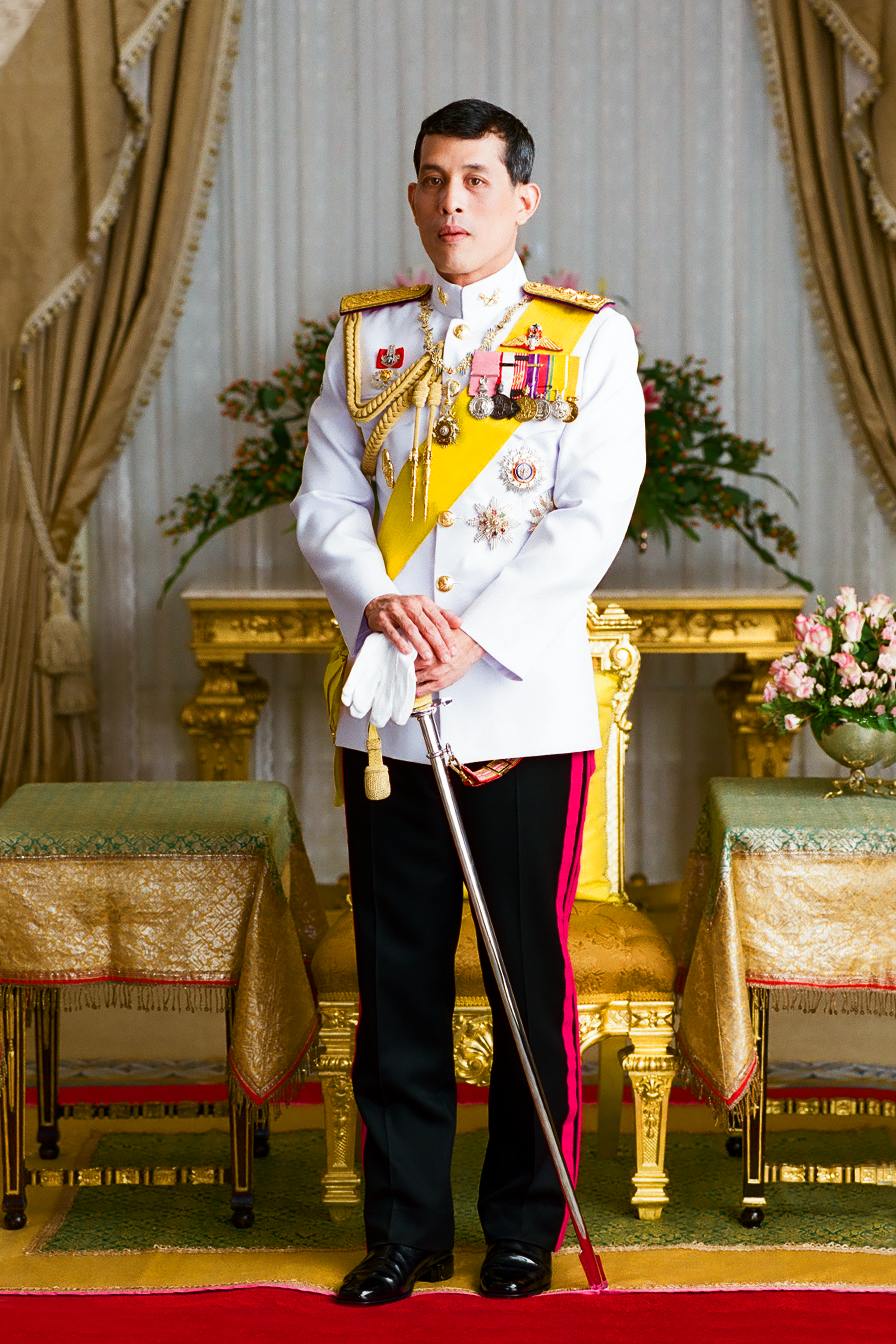
Rama X, roi de Thaïlande depuis 2016.

En Thaïlande, le crime de lèse-majesté, inscrit dans le code pénal thaïlandais, est une infraction pénale visant à punir tout écart vis-à-vis du souverain de Thaïlande ou de sa famille directe. Cette notion juridique existe depuis le XIXe siècle et perdure, étant petit à petit élargie au point de viser toute forme de critique envers la monarchie parlementaire thaïlandaise et son gouvernement.
Qualifiée de « loi de lèse-majesté la plus draconienne appliquée dans le monde depuis plusieurs siècles », elle est critiquée à la fois pour son systématisme, son ampleur, et son utilisation par la junte militaire au pouvoir dans le pays depuis le milieu du XXe siècle.
De novembre 2020 à juin 2022, en 18 mois, plus de 200 personnes ont été condamnées pour lèse-majesté en Thaïlande.

## Création et champ d'application
Le roi de Thaïlande et sa famille sont protégés via le crime de lèse-majesté, créé en 1908, et formalisé dans l'article 112 du code pénal national. Son application a été élargie pour y inclure, en plus de la personne royale, la reine, le prince héritier et le régent. Depuis 2013, cela touche également les critiques vis-à-vis des prédécesseurs du roi. La plainte peut être déposée par n'importe quel Thaïlandais envers n'importe quel autre Thaïlandais ou envers même un touriste, et elle déclenche automatiquement une enquête de la police. En 2015, le journal Libération constate que cette accusation vise désormais un cercle bien plus large que celui de la cour, incluant désormais le chien du roi, ou l'armée.
Cet article punit quiconque « diffame, insulte ou menace le roi » d’une peine allant jusqu’à quinze ans de prison. Les sanctions encourues ont été aggravées en 1976 après le massacre de l'université Thammasat, lorsque des milices d'extrême-droite et les forces de police ont massacré des étudiants contestataires. Depuis le coup d'État de 2014, ce crime est considéré comme relevant de la sécurité nationale, et est donc jugé devant un tribunal militaire, devant lequel aucun appel n'est prévu par la loi.

## Procès et peines
En 2005, 33 citoyens sont accusés de crime de lèse-majesté en Thaïlande ; en 2008, 77 ; et en 2010, 478 soit cent fois plus qu'en 2000. Si la peine maximale prévue par la loi est de 15 ans, les condamnations encourues, qui individualisent chaque acte (et donc cumulent les peines), sont montées jusqu'à soixante ans de prison. Plaider coupable donne une chance d'être gracié ou de voir sa peine diminuée - la peine prononcée la plus longue après condamnation était de 35 ans en 2017 et est de 50 ans en 2024. Dans un pays où cette loi est parfois ignorée de la population, seuls 4 % des accusés sont acquittés.
Trois condamnés au moins sont décédés en prison :
- En 2012, Ampon Tangnoppakul (thai: อำพล ตั้งนพกุล  surnom"Ah Kong" "อากง" litt. "Oncle SMS"), retraité, est mort en détention d'un cancer après le rejet de huit demandes de libération sous caution : il avait été condamné à vingt ans pour quatre SMS dont il n'était même pas l'auteur, ne sachant pas rédiger de textos[3],[13].
- En 2015, Suriyan Sucharitpolwong, célèbre diseur de bonne aventure connu sous le surnom de Mor Yong, mort de septicémie[14].
- En 2020, Daranee Charnchoengsilpakul, plus connue sous son surnom de "Da Torpedo"[15], militante "chemise rouge" du Front national uni pour la démocratie et contre la dictature, morte d'un cancer après 8 ans de détention pour des discours lors des manifestations contre la junte.

En 2015, Anchan Preelert, une Thaïlandaise de 64 ans, ancienne fonctionnaire des impôts, est poursuivie pour 29 chefs d'inculpation lié à l'article 112, après avoir partagé sur un réseau social un clip audio militant, critiquant le prince héritier (et futur roi). Elle est condamnée en 2021 à 43 ans de prison (sa peine ayant été réduite de moitié après avoir plaidé coupable),. C'est la peine la plus longue qui ait été prononcée.
La même année, en 2021, Parit Chiwarak, figure importante du mouvement de contestation estudiantine, est incarcéré à la prison central de Bangkok après avoir été accusé de crime de lèse-majesté. Il entame une grève de la faim pour obtenir sa liberté sous caution afin d'avoir les moyens de se défendre contre les accusations qui pèsent sur lui : 44 jours plus tard, le 28 avril 2021, ses avocats craignent pour sa vie,. 46 jours plus tard, il est hospitalisé ; puis le 11 mai 2021, une cour de justice de Bangkok accepte finalement sa libération sous caution, mais il est de nouveau incarcéré en août 2021. Une autre étudiante, Panusaya Sitijirawattanakul, surnommée Roong ou Roung ("Arc-en-ciel"), est, elle aussi, incarcérée pour soupçon de crime de lèse-majesté, et commence une grève de la faim le 30 mars 2021 ; le 6 mai 2021, la cour pénale de Bangkok finit par accorder la libération sous caution à la militante, ; mais en novembre 2021, elle est de nouveau emprisonnée.
Le 14 mai 2024, Netiporn Sanesangkhom, plus connue sous le surnom de Bung Thaluwang, accusée de crime de lèse-majesté, décède à l'hôpital de l'Université de Thammasat à la suite d'une grève de la faim de 109 jours,,,,,,,,,.

## Justification
De nombreux motifs peuvent justifier cette accusation. Les plus courants sont l'opposition au système politique thaïlandais (républicanisme, réforme du système monarchique), et peuvent toucher créateurs, diffuseurs ou juste admirateurs, articles de presse comme sms. La mention d'une défaillance physique royale (comme la perte de l'œil de Rama IX avant son couronnement), mais également les insultes envers la chienne du roi, peuvent également relever de ce crime.

## Application et contestation
Les poursuites concernant ce crime visent autant les Thaïlandais dans leur pays que ceux qui sont exilés, et s'applique sur l'ensemble du globe (y compris aux non-Thaïlandais,).
Plusieurs figures du monde politique ou de l’entreprise ont ainsi été condamnées et forcées de quitter le pays, à l’image de l’entrepreneur Nopporn Suppipat, désormais réfugié politique en France. En 2014, le lendemain de l'assassinat de militants républicains thaïlandais au Laos voisin, le premier ministre Prayut Chan-o-cha y réitère sa demande d'extradition concernant les fugitifs thaïlandais accusés de crime de lèse-majesté. En juillet 2015, la junte militaire thaïlandaise a fait une demande d'extradition à la France pour Somsak Jeamteerasakul, ainsi que pour d’autres suspects accusés de crime de lèse-majesté vivant en France,. Suppipat comme Jeamteerasakul et leurs camarades se sont vus accorder le statut de réfugié politique par la France. Un grand nombre d’opposants sont ainsi réfugiés politiques dans d'autres pays, ou revendiquent l’appui d’organisations internationales telle Amnesty International.
Des journalistes étrangers visés par des plaintes ont dû quitter le territoire thaïlandais pour éviter la condamnation. Du coup, explique un correspondant, « la couverture de la Thaïlande est un peu biaisée dans la presse mondiale ». En 2012, un professeur de droit a été agressé pour avoir demandé une révision de l'article 112 du code pénal, visant à réduire à 3 ans la peine maximale prévue ; en 2011, le premier ministre Prayut Chan-o-cha avait conseillé à ceux qui voulaient réformer la loi de quitter le pays. Le classement du degré de liberté de la Freedom House faisant référence en la matière a ainsi classé en 2014 la Thaïlande comme un pays non libre en raison de cette notion
À la suite du coup d’État de mai 2014 qui a renversé le régime démocratique, les accusations de lèse-majesté ont fortement augmenté, en particulier envers les opposants à la junte. Le crime de lèse-majesté est dénoncé par de nombreux observateurs comme un moyen de limiter la liberté d’expression et de réprimer la dissidence. Selon le politologue thaïlandais Pitch Pongsawat, la junte militaire a en effet conduit une « chasse aux  sorcières », afin d’affaiblir les individus jugés proches du premier ministre Thaksin Shinawatra, renversé par le coup d'état de 2006. D'après le magazine Le Nouvel Observateur, l'usage de cette qualification permettrait de dissimuler la polarisation de la société thaïlandaise sur la question monarchique, nettement plus clivante que la vision idéalisée propagée par le pouvoir, menant le pays « au bord de l'explosion ».
En juin 2017, les Nations unies ont appelé la Thaïlande à modifier sa loi sur le crime de lèse-majesté. Suspendu de facto en 2019 peu avant les élections législatives et le couronnement du nouveau souverain Rama X, l'article fait l'objet d'une demande directe du monarque à son premier ministre Prayut Chan-o-cha, lui demandant de ne plus y recourir. 
En 2020, alors que la Thaïlande connaît comme le reste du monde la pandémie de Covid-19, le pouvoir est confronté à un nouveau mouvement antimonarchique qui suit l'intronisation du souverain dont la personnalité est controversée. Depuis les grandes manifestations anti-royaliste de l'été 2020 à mars 2023 près de 1 800 personnes ont été inculpées pour des crimes dits « politiques » dont environ 230 pour des violations de la loi de lèse-majesté.
En novembre 2020, cette loi est invoquée envers les meneurs du mouvement étudiant réclamant notamment la réforme de la monarchie
Entre janvier et mars 2021, soixante personnes sont accusées de ce crime entre janvier et mars 2021 : parmi les accusés se trouve le milliardaire Thanathorn Juangroongruangkit, ancien chef du Parti du nouvel avenir, qui critique l'attribution à la seule entreprise Siam Bioscience (en) l'habilitation à produire des vaccins contre le Covid-19 - la société appartenant au roi et ayant une production inférieure aux objectifs,. Le Move Forward fait de la lutte contre l'article 112 son cheval de bataille, prenant la suite du Parti du nouvel avenir, et relance la contestation. 
En novembre 2021, les dirigeants du Pheu Thai, le parti majoritaire à l'assemblée thaïlandaise, annoncent leur intention de débattre de l'usage de l'article 112, autant par des officiels qui abuseraient de ce pouvoir qu'envers des opposants politiques pour les faire taire.

## Personnalités accusées ou condamnées pour ce crime
- Sulak Sivaraksa, militant bouddhiste, accusé de crime de lèse-majesté en 1994 et acquitté en 1996 après douze ans de procès.
- Lech-Tomasz Kisielewicz, homme d'affaires français[52].
- Harry Nicolaides, enseignant australien[53],[54].
- Giles Ji Ungpakorn, professeur à la faculté des Sciences Politiques de Chulalongkorn.
- Jonathan Head, journaliste correspondant à la BBC[55].

- Thaksin Shinawatra, fondateur du parti Thai rak Thai, premier ministre thaïlandais, réfugié dans un premier temps au Cambodge[56].
- Chiranuch Premchaiporn, directrice du site d'information thaïlandais Prachathaï[57],[58].
- Opposants à la Monarchie thaïlandaise qui revendiquent la création d'une République de Thaïlande, manifestation en hommage à Samuel Paty, octobre 2020, Place de la République, ParisJaran Ditapichai (en), un des meneurs des Chemises rouges, militant des droits de l'homme, réfugié en France[59],[60].

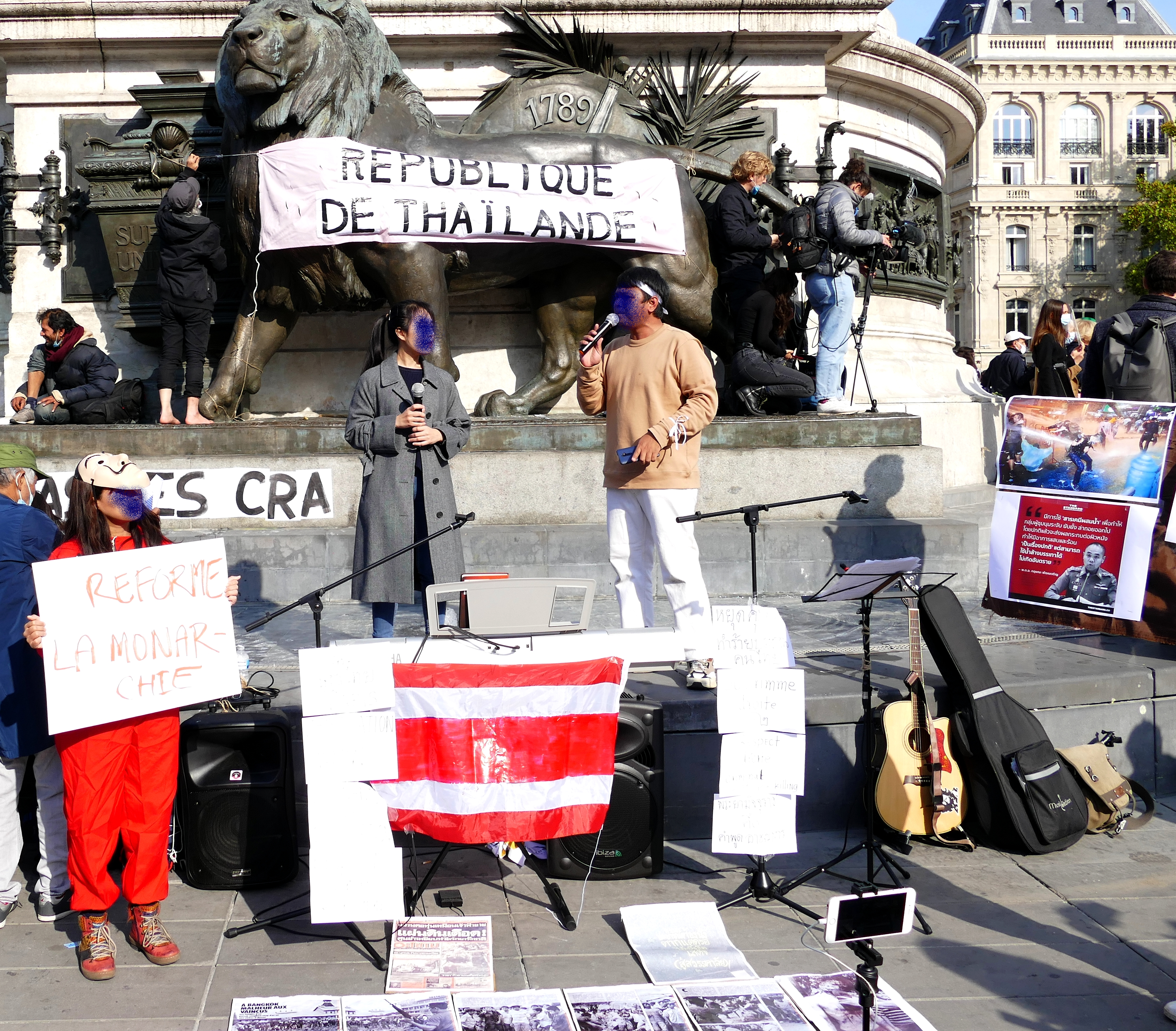
Opposants à la Monarchie thaïlandaise qui revendiquent la création d'une République de Thaïlande, manifestation en hommage à Samuel Paty, octobre 2020, Place de la République, Paris

- Nopporn Suppipat, entrepreneur, réfugié en France.
- Somsak Jeamteerasakul, universitaire et historien, réfugié en France.
- Aum Neko (ou Am Necko[61]), militante politique pour les droits des LGBTIQ+ et pour l'abolition du crime de lèse-majesté en Thaïlande, réfugiée en France.
- Jatupat Boonpattararaksa, surnommé Pai Dao Din, étudiant en droit, membre du Nouveau Mouvement pour la Démocratie (NMD)[62],[63]
- Surachai Danwattanusorn, dirigeant du parti communiste thaïlandais, réfugié au Laos, disparu en 2018[37] et supposé assassiné[64] - comme cinq autres fugitifs antimonarchistes[65].
- Panthiwa Phumiprathet surnommé Tom Dundee (thaï : พันทิวา ภูมิประเทศ surnom ทอม ดันดี), folk rock chanteur[66].
- Nithiwan Wannasiri surnommé Jom[67](thaï : นิธิวัต วรรณศิริ surnom จอม), chanteur, réfugié en France avec d'autres membres du groupe de musique Fai Yen[68],[69](ไฟเย็น[70]) dont la chanteuse Ronchalee Somboonratanakul surnommée Yammy (รมย์ชลี สมบูรณ์รัตนกูล surnom แยม)[71].
- Chupong Theethuan, militant politique réfugié en France[72].
- Wanchalearm Satsaksit, militant pro-démocratie, enlevé au Cambodge en 2020 et non réapparu depuis.
- Thanathorn Juangroongruangkit, fondateur du Parti du nouvel avenir, milliardaire et ancien député, accusé à partir de janvier 2021[49].
- Arnon Nampa (en) (ou Anon Nampa[73]), avocat défenseur des droits de l'homme[74],[75], incarcéré à la prison de Bangkok en 2021[76].
- Parit Chiwarak, étudiant en droit de 22 ans, incarcéré à partir de février 2021[17].
- Roung Panusaya Sitijirawattanakul, étudiante incarcérée également en 2021[17]
- Kanyamon Sunanrat, danseuse et chanteuse, activiste anti-royaliste, réfugiée en France[77]
- Narathorn Chotmankongsin, vendeur de calendriers satiriques avec des canards jaunes[78]
- Netiporn Sanesangkhom, surnommée Bung Thaluwang, activiste anti-monarchiste, décédée à la suite d'une longue grève de la faim[79],[80],[81]...